# 1972 au Nouveau-Brunswick
Chronologie du Nouveau-Brunswick
- 1968
- 1969
- 1970
- 1971
- 1972
- 1973
- 1974
- 1975
- 1976

Cette page concerne des événements survenus en 1972 dans la province canadienne du Nouveau-Brunswick.

## Événements
- XVe Convention nationale acadienne à Fredericton.
- Fondation du Parti acadien.
- Création du Ministère de l'Approvisionnement et des Services du Nouveau-Brunswick.
- 1er juin : Donat Chiasson succède à Norbert Robichaud comme Archevêque de Moncton.
- 2 juillet : fondation des Éditions d'Acadie à Moncton.
- 18 septembre : le progressiste-conservateurs Lorenzo Morais remporte l'élection partielle de Gloucester à la suite de la démission de Bernard Jean.
- 30 octobre : lors des élections fédérales, les progressiste-conservateurs et les libéraux remportent cinq sièges chacun dans la province.
- 11 décembre : les progressiste-conservateurs Gerald Merrithew et James N. Tucker, Junior remportent l'élection partielle de Saint John-Est et de Charlotte et le libéral Eugene McGinley remporte celle de Bathurst.
- 14 décembre : Muriel McQueen Fergusson devient la première femme néo-brunswickoise et canadienne à être présidente du Sénat du Canada.

## Naissances
- 28 juin : Julie Doiron, chanteuse.
- 19 décembre : Jean-Claude D'Amours, député.